# 우메츠 미즈키
우메츠 미즈키(梅津 瑞樹、1992년 12월 8일 ~ )는 일본의 배우이다. 그는 치바현 출신이다.  ‘허구의 극단’의 멤버였다.

## 생애
- 그의 부모님은 예술계에 종사했기 때문에 어려서부터 오페라, 뮤지컬, 책을 자주 접하였다.[2]
- 중고등학교 및 연극동아리에 소속되어 있다. 고등학교 시절, 한일 교류 공연에 출연했다.[3]
- 미술예과학교 재학 중 가와사키 쇼헤이에게 사사하며 설치미술 공부했다.[4] 예술학부 문예학과를 전공했다. 또한 미디어 아트와 3차원 조각을 공부하고 학교 축제에 전시하는 등 공간적 도전에 나서고 있다.

## 경력
- 취업활동을 시작하면서 연극부 시절 친구의 권유로 연기를 다시 시작했고, 2015년 대학 졸업 후 진로로 어머니의 권유로 극단 오디션에 응시하게 됐다. 극작가 코카미 쇼지가 운영하는 회사. 그는 그것을 가지고 지나갔다. 소속 배우로 전향해 연극무대에 데뷔했다. 연구생 생활을 마치고 마지막 단계인 '원맨쇼 프로젝트'를 통과했다.[5][6] 이후 그는 극단 정회원이 되었다. Third Stage 엔터테인먼트 프로덕션에 소속되어 있다.[7]
- 2018년 4월 현재 엔터테인먼트 프로덕션 '대나무'에 소속되어 있다.[8]
- 2019년 3월, 연극 도검난무의 추가 출연진에서 야만바기리 쵸우기로 갑자기 주목을 받았다.[9]

2020
1월에는 일본방송의 『도검난무 2.5 라디오』에서, 홀수월의 퍼스널리티를 앞으로 담당하게 되었다.
9월부터 잡지 'CONTINUE'와 'GIRLSCONTINUE'에 에세이 시리즈가 동시에 게재되기 시작했다. 그는 사생활에서 작업하던 소설과 시나리오를 일로 연결하고 싶다고 생각했는데, 이번에 상업 매체에서 그의 작업으로 결실을 맺었다.
10월, 첫 번째 사진집 '소노 마루키부네노 유쿠사키(その丸木舟の行先)가 발매되었다. 사전 발매 재판이 결정되었다.
2021
2월에는 도에이의 원맨쇼 프로젝트 '해피엔드'의 첫 탄에 osanai fuuta 역으로 출연했다 . 4월에는 뮤지컬 '박근혜에 소마 주계역으로 출연 . 데뷔 후 첫 뮤지컬 솔로 주연이다.
10월에는 TV 드라마 「aitsuga kamitede shimotega bokude」에 AMAGEN의 amano mamoru 역으로 레귤러 출연했다.
2022
4월에는, 일본 TV 방송망의 프로그램 「6명 들으면 동내회」에 레귤러 출연했다.
30번째 생일인 12월 8일, 연재된 잡지 칼럼과 단편 4편을 모아 수필 '잔기 1(残機1)'를 출간했다. 7net 도서 관련 순위 1위 그리고 야후! 쇼핑.
12월 11일 '교코노 격단' 종영으로 인해 같은 극단 멤버로 활동하게 되었다.
2023
1월 23일 에세이집 '잔키이치'를 복간하기로 결정했다.
2월 '해피웨딩' 원맨쇼 개최. 그는 모든 연령과 성별의 여러 캐릭터를 플레이할 수 있다.
3월에는 야만바기리 쵸우기 역을 맡은 영화 '도검난무 레이메이'가 개봉되었다.
7월, 자신이 프로듀싱할 연극 유닛 '겐시키' 결성을 발표했다. 하시모토 쇼헤이와 공동 프로젝트.
10월, 겐시키의 대표 공연 카이나시 시작. 이것이 그의 첫 각본이자 연출이다.

## 개인 생활
- 특기는 가라테와 수영. 그는 또한 검투, 테니스, 농구, 쌍절곤 및 필가차에 대한 경험도 가지고 있다. [1]
- 취미는 독서, 영화감상, 캠핑, 로드바이크이다.[1]
- 별명은 '우메', '우메짱' 등. 자신을 콘텐츠로 표현할 때는 가타카나로 '우메츠'라는 단어를 자주 사용한다.
- 소설 읽기를 좋아하며, 좋아하는 헤밍웨이, 프란츠 카프카, 아베 코보, 사카구치 안고를 꼽았다.[35] 또한 그는 아마자와 타이지로, 코넬리아 풍케　의 작품을 잘 알고 있었다고 회상한다. 어린 시절의 로알드 달, 중학교 시절의 프란츠 카프카　와 호르헤 루이스 보르헤스, 고등학교 시절의 쿠메 마사오　이다.[36][37]
- 유럽 기획의 시나리오 작가인 우에다 마코토로부터 시네필이라는 평을 들을 정도로 영화를 좋아한다.[38] 옛날 영화관 와세다 쇼치쿠를 자주 다녔기 때문에[39] 그는 태어나기 전의 오래된 영화에도 익숙하다. 브라질은 그가 가장 좋아하고 반복해서 보는 영화 중 하나이다.[40]
- 어려서부터 애니메이션과 게임도 좋아하는 오타쿠이다. 그의 첫 오타쿠 추억은 건담 SEED이다.[41]도검난무 및 페이트/그랜드 오더 주제가 트위터 및 니코니코 생방송에 나타나 있다.
- 그가 출연한 닛폰 TV 프로그램 '육인 요리바라 초나이카이'에서는 독특한 캐릭터를 많이 연기했고, 그의 파격적인 세계관은 프로그램 공식 홈페이지에서 '우메츠 월드'로 불렸다.[42][43]
- 이세이 오가타　처럼 나이가 들어도 '원맨쇼 프로젝트'를 계속하고 싶다고 밝혔다.[12][27][28]
- 그는 애완용 흰 족제비를 키우고 있으며 잡지 인터뷰에서 그 존재가 "동기 부여의 원천"이라고 말했다.[44][45][46]

## 출연 작품

### 무대
| 허구의 극단 | 허구의 극단                      | 허구의 극단  | 허구의 극단 | 허구의 극단 |
| 연령)       | 제목                             | 역할         | 노트        | 참조        |
| ----------- | -------------------------------- | ------------ | ----------- | ----------- |
| 2015        | HOBO'S SONG 스너프킨의 편지 네오 |              |             | [ 47 ]      |
| 2016        | '청춘의 문 : 방황편'             |              |             | [ 48 ]      |
| 2016        | '가장 긴 하루'                   | 각본 및 감독 |             | [ 5 ] [ 6 ] |
| 2018        | 다른 지구를 걷는 방법.           |              |             | [ 49 ]      |
| 2018        | 하코니와                         |              |             | [ 50 ]      |
| 2019        | 순례자 2019                      | 하라하라     |             | [ 51 ]      |
| 2022        | 일본 배꼽                        | 학생         |             | [ 21 ]      |

| 연령) | 제목                                                | 역할                               | 노트          | 참조            |
| ----- | --------------------------------------------------- | ---------------------------------- | ------------- | --------------- |
| 2016  | 불관용의 축제                                       |                                    |               | [ 52 ]          |
| 2016  | 뮤지컬 "악마와 현실주의자"                          |                                    |               | [ 53 ]          |
| 2016  | 쿠비니스루카 아이츠오                               | 키리시마 다이고로                  |               | [ 54 ]          |
| 2016  | 뮤지컬 "팔견전 -동방팔견이문-" 제2장                |                                    |               | [ 55 ]          |
| 2017  | 아카이 츠키                                         | 우에하라                           |               | [ 56 ]          |
| 2017  | 도라에몽 노비타와 애니멀 혹성                       |                                    |               | [ 57 ]          |
| 2017  | 뮤지컬 '악마와 현실주의자' 제2의 정신               |                                    |               | [ 58 ]          |
| 2018  | 델피니아 센키 도란노죠쇼                            |                                    |               | [ 59 ]          |
| 2019  | "도검난무" :지덴 히비노 하요치루란                  | 야만바기리 쵸우기                  |               | [ 60 ]          |
| 2019  | 아오조라                                            |                                    | 드라마 읽기   | [ 61 ]          |
| 2019  | "고젠 : 광기의 검"                                  | 투키미카도 게츠안                  |               | [ 62 ]          |
| 2019  | "산리오 남자 하모니의 마법                          | 우메자키 신야                      |               | [ 63 ]          |
| 2019  | 숲속, 활짝 핀 벚꽃 아래 : 코도쿠                    | 코도쿠마루, 미렌/아코가레          |               | [ 64 ]          |
| 2020  | 27 :7ORDER                                          | 커트                               |               | [ 65 ] [ 66 ]   |
| 2020  | 뮤지컬 '신카이 하쿠오키' :소마 카즈에편             | 소마 카즈에                        | 전 공연 취소  | [ 68 ]          |
| 2020  | 숲속, 활짝 핀 벚꽃 아래 :신(츠미)                   | 투미야히메                         | 연기됨        | [ 70 ] [ 71 ]   |
| 2020  | "토켄란부 / 토모시비" :이쿠사유노 아다바나노 키오쿠 | 야만바기리 쵸우기                  |               | [ 72 ]          |
| 2020  | 탄생                                                | 다이고                             |               | [ 73 ]          |
| 2021  | 코요키 : 도지 키탄                                  | 이바라키도지                       |               | [ 74 ]          |
| 2021  | 행복한 결말                                         | 후타 오사나이                      |               | [ 12 ]          |
| 2021  | 뮤지컬 '신카이 하쿠오키' 소마 카즈에편              | 소마 카즈에                        |               | [ 13 ] [ 14 ]   |
| 2021  | ver.5 이후 5년 :K-N-U-K                             | 미즈카와 케이토                    |               | [ 75 ]          |
| 2021  | "페이크모션" 슈퍼 스테이지                          | 탁구선녀 A                         |               | [ 76 ] [ 77 ]   |
| 2021  | '츠키노키 그래비티'                                 | 츠키노키 히토시                    |               | [ 78 ]          |
| 2021  | "산리오 남자" : 귀여운 레볼루션                     | 우메자키 신야                      |               | [ 79 ]          |
| 2021  | 도망치는 건 부끄럽지만 도움이 된다                  | 카자미 료타                        | 거부됨        | [ 81 ]          |
| 2021  | 킬 미 어게인 '21                                    | 야마네 료타                        |               | [ 82 ] [ 83 ]   |
| 2021  | "Aitsu ga kamite de shimote ga boku de" 1st 시즌    | 아마노 마모루                      |               | [ 84 ]          |
| 2022  | 숲 속, 활짝 핀 체리 아래                            | 남성                               |               | [ 85 ]          |
| 2022  | 지킬 박사와 하이드 씨                               | 지킬/하이드                        |               | [ 86 ]          |
| 2022  | 파랑새                                              | 틸틸                               | 전 공연 취소  | [ 89 ]          |
| 2022  | "토켄란부" :키덴 이쿠사유의 아다바나                | 야만바기리 쵸우기                  |               | [ 90 ] [ 91 ]   |
| 2022  | 히리히리에서 히토리로                               | 피찬                               |               | [ 92 ]          |
| 2022  | 싯코쿠텐                                            | 쿠라치카 카타                      |               | [ 93 ]          |
| 2022  | 일본식 삼국지연의                                   | 유비                               |               | [ 94 ]          |
| 2022  | 크리스마스 이브 이야기                              |                                    |               | [ 95 ]          |
| 2023  | 행복한 결혼식                                       | 엔도 하루히코 외                   |               | [ 24 ] [ 25 ]   |
| 2023  | 잠깐만 회사 좀 관두고 올게                          | 야마모토                           |               | [ 96 ]          |
| 2023  | 산닌도코로쟌나이 키치사                             | 오조 키치사                        |               | [ 97 ] [ 98 ]   |
| 2023  | 전설의 리틀 농구단'                                 | 다인                               | 미리보기 성능 | [ 99 ]          |
| 2023  | "토켄란부":7주년 유메가타리 카타나노 우타게         | 야마바기리 초기                    |               | [ 100 ]         |
| 2023  | 로미오와 줄리엣                                     | 로미오                             |               | [ 101 ] [ 102 ] |
| 2023  | 체인소 맨                                           | 하야카와 아키                      |               | [ 103 ]         |
| 2023  | 카이나시                                            | 드라마 유닛 워드풍 플래그오프 공연 |               | [ 34 ]          |
| 2023  | 주술회전                                            | 가모 노리타시                      |               | [ 104 ]         |
| 2024  | 전설의 리틀 농구단'                                 | 다인                               |               | [ 105 ]         |
| 2024  | 삼국지연의 낭만                                     | 손책                               |               | [ 106 ]         |
| 2024  | "Aitsu ga kamite de shimote ga boku de" 3번째 시즌  | 아마노 마모루                      |               | [ 107 ]         |

### 영화
| 연령) | 제목                  | 역할              | 노트 | 참조           |
| ----- | --------------------- | ----------------- | ---- | -------------- |
| 2020  | 취업이라는 게임 2     | 주연              |      | [ 108 ]        |
| 2022  | 칠코쿠텐:츠이노카타리 | 카다 쿠라치카     |      | [ 19 ]         |
| 2023  | 토켄란부:레이메이     | 야만바기리 쵸우기 |      | [ 109 ] [ 28 ] |

### 텔레비전
드라마
| 연령) | 제목                                           | 역할          | 노트 | 참조    |
| ----- | ---------------------------------------------- | ------------- | ---- | ------- |
| 2021  | "아이츠 가 카미테 데 시모테 가 보쿠 데" 시즌 1 | 아마노 마모루 |      | [ 110 ] |
| 2023  | 아이츠가 카미테 데 시모테가 보쿠데' 시즌 2     | 아마노 마모루 |      | [ 111 ] |

### 텔레비전 프로그램
- 로쿠닌 요레바 초나이카이(2022 - 2023) - 정회원[16]

### CD
- CD 시리즈 '요미미슈' 읽기(夜/読耳蒐)

| 해제 | 제목                                    | 참조(들) |
| ---- | --------------------------------------- | -------- |
| 2021 | 요미미슈 유메주야(몽십야)               | [ 112 ]  |
| 2024 | 요미미슈 은하철도의 요루(은하철도의 밤) | [ 113 ]  |

## 책

### 에세이
- 우메츠 미즈키 (2022). 《잔기 1》. 주식회사. ISBN 978-4-7783-1835-2.[18][19]

### 사진집
- 《우메츠 미즈키 1st 사진집 마루키부네노 유쿠사키 소노》. 슈후에서 세이카츠샤. 2020. ISBN 978-4-391-15491-7.
- 《우메츠 미즈키 2022 캘린더 북》. 도쿄 뉴스 쓰신샤. 2021. ISBN 978-4-86701-330-4.

### 직렬화
- 'CONTINUE'와 'GIRLS CONTINUE 동시 연재 칼럼 "잔키 이치"(2020 -, 오타 출판)

## 참고
1. ↑  신종 코로나 바이러스 감염 확산으로 인해 전 공연이 취소되었다.[67].
2. ↑  신종 코로나바이러스 감염으로 인해 공연이 연기되었다.[69].
3. ↑  신종 코로나바이러스 감염으로 인해 공연을 거부했다.[80]
4. ↑  출연자들이 신형 코로나바이러스에 감염되어 모든 공연이 취소되었다.[87][88].